# Георги Мечеджиев
Георги Стоянов Мечечиев е български футболист, краен защитник. Роден е на 24 април 1978 г. в Ямбол. Висок е 170 см и тежи 67 кг. Юноша е на Тунджа (Ямбол), играл е още за Розова долина, Берое, Нафтекс, Спартак (Варна), Славия, Локомотив Пловдив и Монтана. За Славия в А група има 96 мача. За купата на страната има 11 мача (5 за Нафтекс, 5 за Спартак (Варна) и 1 за Славия) и 1 гол за Нафтекс. За купата на УЕФА има 3 мача и 1 гол за Нафтекс. През 2008 година заиграва в Локо Пловдив, като дори е бил с капитанската лента. През 2010 година напуска Локомотив Пловдив в посока ПФК Монтана.

## Статистика по сезони
- Тунджа - 1997/98 - В група, 14 мача/1 гол
- Розова долина - 1998/99 - В група, 17/2
- Берое - 1999/00 - Б група, 20/3
- Нафтекс - 2000/01 - А група, 18/2
- Нафтекс - 2001/ес. - А група, 15/1
- Спартак (Вн) - 2002/03 - А група, 20/2
- Спартак (Вн) - 2003/ес. - А група, 10/1
- Славия - 2004/пр. - А група, 12/0
- Славия - 2004/05 - А група, 25/0
- Славия - 2005/06 - А група, 19/0
- Славия - 2006/07 - А група, 28/0
- Славия - 2007/ес. - А група, 12/0
- Локомотив (Пловдив) - 2008/пр. - А група, 14/0
- Локомотив (Пловдив) - 2008/09 - А група, 80/0